# Farnesianische Uhr
Die Farnesianische Uhr ist ein astronomischer Automat mit Uhrenantrieb (Astronomische Uhr), der nach Inschriften von der Herzogin Dorothea Sophia Farnese von Parma-Piacenza (1670–1748) in Auftrag gegeben, von Bernardo Facini aus Venedig gebaut und 1725 fertiggestellt wurde. Bernardo Facini (1665–1731) war Astronom, Mathematiker und Instrumentenhersteller in Venedig und lehrte in Piacenza.

## Die Farnesianische Uhr im Überblick.
Der astronomische Apparat befindet sich heute in der Vatikanischen Bibliothek (Biblioteca Apostolica Vaticana), nachdem sie 1903 Papst Leo XIII. zum 25. Pontifikatsjubiläum geschenkt wurde.
- Gesamthöhe der Uhr: 63,8 cm
- Achteckiger Gehäusekasten: Durchmesser über Eck außen: 42 cm; über Seiten außen: 38,9 cm

Die Uhr ist aus verschiedenen Gründen berühmt:
- Sie ist ein herausragendes Zeugnis der Planung und Ausführung einer astronomischen Uhr des frühen 18. Jahrhunderts, weil mit ihr erstmals der Versuch unternommen wurde, die damals anstehenden Probleme der Zeitmessung in einem einzigen Werk zu lösen.
- Sie steht für eine völlig neue Art und Weise der Uhrmacherkunst (Uhrmacher), in der komplexe Drehzahlenverhältnisse auf die Anzeigen des Zifferblattes übertragen werden. Über die technischen Details des Anzeige- und Antriebswerks gibt die wissenschaftliche Dokumentation Ludwig Oechslins detailliert Auskunft.
- Obwohl 1796 das Werk und seine Einzelteile durch Nicolo Anito beschrieben und in Zeichnungen festgehalten wurden, genügen diese nicht, um die Funktionsweise des Automaten zu verstehen. Mit archäologischer Sorgfalt und Methodik hat Ludwig Oechslin die defekte Uhr in ihre 462 Einzelteile zerlegt und repariert. Dabei hat er das mechanische Werk in einem einmaligen wissenschaftlichen Opus beschrieben, das sich in drei Bände gliedert:

1. In einem Textteil erfolgen eine technische Beschreibung, eine Interpretation und historische Einordnung sowie eine Dokumentation der Arbeit von Nicilo Anito.
2. Ein Katalog enthält die sich drehenden Teile, die Hilfsteile und ein Literatur- und Namensregister.
3. Im dritten Band erfolgt eine Bebilderung: Zeichnungen von Nicolo Anito, Fotos aller Einzelteile der Uhr sowie zahlreiche Zusatzzeichnungen zu Text, Katalog und Beschreibung.

Mit diesem Werk gibt Ludwig Oechslin jedem Interessierten die Möglichkeit, selbst jede Einzelheit des komplizierten Mechanismus zu studieren, der deshalb hier nicht näher beschrieben wird.
Die Probleme der Zeitmessung im frühen 18. Jahrhundert waren
a) mathematischer und astronomischer sowie
b) mechanischer und handwerklicher Natur.
Sie betrafen im Einzelnen
1. Die Suche danach, wie sich die damals erforschten Gestirne des Universums (Planeten, Sterne und Sternbilder) analog zu deren Bewegung in einer durch mechanische Bedingungen begrenzten Anzeige dargestellt werden können.
2. Die Darstellung der Gestirne in Relation zur zivilen/bürgerlichen Zeitanzeige (Uhr).
3. Die Maximierung der Präzision solcher astronomischer und ziviler Zeitanzeigen.
4. Die Herstellung immer genauerer Zeitmesser (Zeitmessung), um das Längenproblem zu lösen.
5. Die Gewährleistung der Funktionstüchtigkeit auch bei Ortsveränderung der Uhr.
6. Den Gang von Uhren möglichst geräuschlos zu machen.
7. Die Gewährleistung der Anzeige der Zeit auch bei Dunkelheit.

Mit der Farnesianischen Uhr hat Bernardo Facini einen bedeutenden Beitrag zur Lösung dieser Probleme geleistet.

## Die Anzeigen der Farnesianischen Uhr
Bei der vorliegenden Uhr wurde die Erde als gedachter Mittelpunkt gewählt (geozentrisches Weltbild). Die weitgehend korrekte Wiedergabe der Bewegung von Sonne und Mond ist mit dem Verzicht auf die Planetenbewegungen erkauft worden. Die Veranschaulichung der (scheinbar) um die Erde kreisenden Sonne und des Mondes sowie die Beschränkung auf diese drei Himmelskörper erlaubt eine den Erkenntnissen von Nicolaus Copernicus nicht widersprechende Darstellung ihrer gegenseitigen Bewegungen.
Die Anzeigen der Uhr lassen sich in zivile Anzeigen und astronomische sowie astrologische Anzeigen unterteilen.

### 1. Zivile Anzeigen
- Wahre Sonnenzeit (Sonnentag)
- Mittlere Sonnenzeit (Sonnentag, Zeitgleichung)
- Astronomische Zeit in Stunden und Minuten (Astronomische Größe der Zeit)
- Italienische Zeit in Stunden und Minuten
- Spanische Zeit in Stunden und Minuten
- Zeitgleichung: Wahre und mittlere Sonnenzeit; Italienische und astronomische Zeit; Italienische und spanische Zeit; Astronomische und spanische Zeit.
- Tage des Jahres, des Monats, der Woche.
- Schaltjahre
- Normaljahre
- Dämmerung
- Tag- und Nachtlängen (Tag und Nacht)

### 2. Astronomische und astrologische Anzeigen
- Äquator
- Ekliptik, Zeichen der Ekliptik, Tierkreiszeichen
- Sternbilder des Tierkreises
- Weitere 17 Sternbilder
- Polarstern
- Tagbogen des Sternhimmels. Es scheint, als ob die Sonne im Laufe eines Tages von ihrem Aufgang bis zu ihrem Untergang einen Bogen beschreiben würde. Man nennt diesen Bogen den Tagbogen der Sonne.
- Nachtbogen des Sternhimmels
- Sterntag
- Sternjahr (Siderisches Jahr)
- Sonne: Stand unter den Sternen
  - Ekliptikale Länge
  - Rektaszension
  - Tropisches Jahr
  - Anomalistisches Jahr
  - Tagbogen
  - Nachtbogen
  - Einstellung von 31° bis 52° Polhöhe
  - Aufgang
  - Untergang
  - Dämmerung
  - Frühlings-Tagundnachtgleiche (Frühlingstagundnachtgleiche, Äquinoktium)
  - Herbst-Tagundnachtgleiche (Herbsttagundnachtgleiche, Äquinoktium)
  - Sommersonnenwende
  - Wintersonnenwende
- Mond: Stand unter den Sternen
  - Ekliptikale Länge
  - Rektaszension
  - Synodischer Monat (Mondkalender, Synodische Periode): Phasen der Zu- und Abnahme des Mondes: 29,531 Tage
  - Tropischer Monat (Mondkalender): Auf und absteigender Mond im Tierkreis: 27,32158 Tage.
  - Anomalistischer Monat (Mondkalender): Unterschiedliche Entfernung des Mondes zur Erde: 25–29 Tage: 27,55455 Tage (gemittelt)
  - Drakonitischer Monat (Drakonitische Periode): Dauer, die der Mond für einen vollen Umlauf benötigt, bis er wieder in seinem Ausgangs-Knotenpunkt angekommen ist: 27,21222 Tage
  - Synodischer Monat visuell
  - Zunehmende Drittel, Viertel, Sechstel
  - Abnehmendes Drittel, Vierte, Sechstel, Aspekte zur Sonne
  - Opposition Astronomie (Halbzeit): Steht der Mond in Opposition zur Sonne, so haben wir Vollmond
  - Auf- und absteigender Knoten (Astronomie)
  - Sonnenfinsternis (total, partiell, ringförmig)
  - Mondfinsternisse (total, partiell)

Die vorgenannten Anzeigen werden durch Kombination von sechs, teilweise beweglichen, verschiedenen Anzeigezonen, durch drei weitere kreisförmige Anzeigen mit Zeiger, durch die Uhrzeiger, den beweglichen Sonnenzeiger, bewegliche Anzeigearme und durch Fenster ermöglicht.

## Die sechs Anzeigezonen und die Zeigeinstrumente
Das Zifferblatt der Uhr ist in sechs Anzeigezonen unterteilt.
Von außen nach innen sind dies:
1. Zone: Ein goldener Ziffernring für die Angabe der astronomischen Zeit (unbeweglich): Einteilung in drei Zonen:
- Die äußerste Zone ist in 4×90°=360° Einheiten geteilt. Ausgangspunkt bei der VI. Stunde der mittleren Zone, so dass die 90 sich im Zenit (lat. meridies, Mittag) und Nadir (lat. media nox, Mitternacht) treffen.
- Die mittlere Zone ist in 2×12=24 Stunden mit römischen Ziffern eingeteilt. Beginn ist jeweils beim Zenit und beim Nadir im Uhrzeigersinn.
- Die innerste Zone teilt die zweite Zone in Halbe, Viertel und Achtel.

2. Zone: Ein beweglicher silberner Ziffernring für die Angabe der italienischen Zeit. Einteilung in drei Zonen:
- Die äußerste Zone teilt die mittlere Zone in Halbe, Viertel und Achtel.
- Die mittlere Zone ist in 2×12 Stunden mit römischen Ziffern eingeteilt. Angabe der Halben durch Ornament.
- Die innerste Zone enthält lateinische Textangaben: bei der VI. Stunde im Zenit arcus diurnus (Tagbogen) und beim Nadir arcus nocturnus (Nachtbogen). Weitere Aufschrift: Die italienische Zeit in ihren wahren Angaben (horae italicae in veris motibus)

3. Zone: Sich drehende astronomische Anzeigezone mit Sternenhimmel, Ekliptik, Äquator und Tage des Jahres.
- Äußerer Reif mit 360°-Einteilung für den Äquator
- Sternenzone mit Anzeige der Fixsterne, 89 Einzelsterne, Namen der dargestellten 29 Sternbilder; Angabe des Tierkreises nur in Symbolen; Auflistung der Sternbilder und Sterne nach ihrem Durchgang bei der Sonne im Verlauf eines Jahres im Gegenuhrzeigersinn; Tabelle für alphabetische Auflistung der Sternbilder mit Angabe der Sternnamen, Angabe der Zahl der Sterne eines Sternbildes, Angabe zur Lage im Sternbild, Planetenbezeichnungen und Ausweitung in Graden auf dem Anzeigereif.
- Reif mit lateinischen Texten und Zeichen für Frühlingstagundnachtgleiche, Herbsttagundnachtgleiche (Äquinoktium), Sommersonnenwende, Wintersonnenwende
- Datumsreif (Julianisches Jahr) in vier Zonen aufgeteilt: ad) 12×30°=360° der Ekliptik, bd) Lateinische Beschriftung für die Zone ad, cd) Wiedergabe des Datums nach Monatstagen mit Angabe von 365,25 Tagen im Jahr, dd) Beschriftung für die Zone cd, jeweils die Zehner und der Letzte des Monats angegeben. Am Beginn des Monats ist der Monatsname auf Latein eingraviert.

4. Zone: Ein sich drehender roter Reif mit den Knotenzeichen für den aufsteigenden und absteigenden Knoten des Mondes. Der Punkt, an dem die Bahn des Mondes die Ekliptik von Norden nach Süden durchstößt, nennt man absteigender Knoten. Der Punkt, an dem die Bahn des Mondes die Ekliptik von Süden nach Norden durchstößt, nennt man aufsteigender Knoten. Die Lage des aufsteigenden Knotens in Bezug auf den Frühlingspunkt ist eines der sechs Bahnelemente, die zur vollständigen Beschreibung einer Keplerschen Planetenbahn nötig sind. Dieser Reif dreht sich in 18,61 Jahren einmal in Bezug auf die astronomische Anzeigezone und entspricht damit den heutigen Beobachtungsdaten.
5. Zone: Die sich drehende Mondanzeigezone ist die breiteste Zone und ist außen im Uhrzeigersinn in 59 halbe und damit in 29 ½ ganze Einheiten (Anzahl der Tage des synodischen Monats (Synodische Periode), Zeitspanne zwischen zwei gleichen Mondphasen) eingeteilt, um den Stand des Mondes anzuzeigen. Ausgehend von 29 ½ ist in die Scheibe ein Quadrat, ein gleichseitiges Sechseck und ein gleichseitiges Dreieck eingezeichnet, dessen Eckpunkte angeben, in welchem Winkel die Sonne zum Mond steht (Aspekt). Somit werden angezeigt: Konjunktion 0° (Neumond), Opposition 180° (Vollmond), Quadrat 90° bzw. 270° (1. und letzter Viertelmond), Trigon 120° bzw. 240° (1. und letztes Drittel), Sextil 60° bzw. 300° (1. und letztes Sechstel).
Auf der Mondzeigezone befindet sich bei 29 ½ ein Ziffernring, der in 4×90=360° eingeteilt ist. Er besitzt zum äußeren Rand hin eine runde Öffnung, in der eine zweifarbige Mondkugel die Mondphasen sichtbar darstellt.
Etwas rechts daneben ist ein weiteres Zifferblatt graviert, auf dem der jeweilige Tag des synodischen Monats nochmals angezeigt wird.
6. Zone: Im Zentrum der Uhr befindet sich das unbewegliche Zifferblatt für die Spanische Zeit. Diese Zone enthält die im täglichen Leben notwendigen Angaben für Stunden (12 Stundenanzeige mit römischen Ziffern) und Minuten des Tages, Tage der Woche (Sol, Luna, Mars, Merc., Jupit., Venus, Satur.) (Wochentag) in einem unteren Fenster, des Monats und des Jahres. Das Zifferblatt enthält neben einer lateinischen Inschrift ein weiteres Fenster für die Datumsanzeige entlang der Minutenanzeige (Datum). Im Fenster erscheint der laufende Monatsname (Monat). Der Monatsname (in abgekürzter Form und zugehörigem Sternzeichen) und das Datum (in einer Erweiterung des Fensters) sind auf einen Reif graviert. Wiedergabe des Julianischen Jahres. Die Einteilung erfolgt in 365,25 Tage, aufgezeichnet in einer Spirale, von außen nach innen vier Windungen. Die äußerste Windung ist in 366 Tage unterteilt, die drei weiteren in 365 Tage. Die äußerste Windung greift mit dem letzten Tag ¾ Einheiten über den Beginn der Spirale hinaus, die Einteilungen auf den folgenden Spiralen bleiben gegenüber dem Tag mit demselben Datum auf der vorausgehenden Spirale um ¼ Einheiten zurück, so dass nach den inneren drei Windungen Spiralanfang und -ende auf gleicher Höhe zusammenfallen. Tage mit demselben Datum sind durch Striche verbunden. Diese liegen wegen ihrer Viertelverschiebung von Windung zu Windung schräg zum Durchmesser des Reifes. Knickung dieser Linien von der zweiten zur äußersten Windung vom 1. Januar bis zum 29. Februar wegen Einschub des Schalttages und somit ¾ Einheiten Überlänge der äußersten Windung. Die Spirale verjüngt sich nicht kontinuierlich, sondern ist kreisförmig angelegt. Sie zieht sich jedoch jeweils vom 25. Dezember bis zum 5. Januar auf die nächste Stufe ein. Das Ganze stellt eine gelungene Lösung des Schaltjahres dar, das auf der letzten Spirale als äußerstes abgelesen wird. Innerhalb der letzten Datumsspirale sind der 10., 20. und der letzte Tag des Monats mit Zahlen bezeichnet.
Die Uhr ist nicht ohne die Zeiger und Anzeigearme zu verstehen, die im Folgenden erläutert werden.
Im Zentrum der Uhr finden wir wie bei jeder Uhr den großen und den kleinen Zeiger für Stunden und Minuten der Spanischen Zeit.
Rechts und links vom Zifferblatt der Zone 6 ausgehend finden sich je ein Haupt-Anzeigearm
- für Tageslänge, Sonnenaufgang
- für Tageslänge, Sonnenuntergang

mit je einem Neben-Anzeigearm, der sich im Winkel von 30° zum Mittelpunkt der Anzeige befindet. Mit anderen Worten: Es besteht 1 Stunde Differenz von Hauptarm zu Nebenarm auf den Zifferblättern für italienische und astronomische Zeit. Auf dem Nebenarm des Aufgangs (ortus) befindet sich die Inschrift „Dämmerung“ (crepusculum); auf dem Nebenarm des Untergangs (occa.us) die Inschrift „Ende der Dämmerung“ (finis crepusculi). Die beiden Hauptarme greifen über die äußeren 5 Zonen und kennzeichnen im Zusammenhang mit der Bewegung der Gestirne den Horizont des Beobachters, so dass jeweils entweder Auf- oder Untergang derselben an ihnen zu beobachten ist. Die Arme für Sonnenauf- und -untergang passen sich dem Jahreszyklus der Tag- und Nachtlängen an, in dem sie durch Heben oder Senken den Tag- oder Nachtbogen der Sonne verkleinern oder vergrößern. Das Zifferblatt für die italienische Zeit ist mit diesem Arm verbunden und macht dessen Bewegung mit.
Da die Tag- und Nachtlängen und deren Unterschied im Verlauf eines Jahres mit der geografischen Breite, auf dem sich die Uhr mit dem Beobachter befindet, variieren, musste Facini dafür Sorge tragen, dass eine Einstellung des Breitengrades, auf dem sich die Uhr befindet, möglich ist. In der Tat kann eine Einstellung für Breitengrade zwischen 31° und 52° vorgenommen werden.
Über Zone 2–4 des Zifferblattes befindet sich der Sonnenzeiger, ein Gebilde mit zwei Spitzen gegen außen und einer gegen innen. Text zum mittleren Zeiger nach außen: Wahre Bewegung (motus verus); Text zum verschobenen Zeiger außen links: Bürgerliche Zeit (cives horae). Ferner sieht man einen als Sonnensymbol eingefassten, runden Glasstein. Darüber ist eine Skala von 43 bis 60 und von 0 bis 15 angebracht, insgesamt also 32 Einheiten. Hierbei handelt es sich um Minuten, um die Abweichungen der Wahren von der Mittleren Sonnenzeit anzuzeigen, die aufgrund der Zeitgleichung „Wahre Zeit minus Mittlere Zeit“ von −14 min 24 s bis +16 min 21 s reichen kann. Der lateinische Text links und rechts der Skala klärt über den Sinn der Skala auf: Ausgleich der natürlichen Tage (aequatio dierum naturalium), d. h. die Abweichung der Wahren Sonnenzeit von der Mittleren. Der mittlere Außenzeiger zeigt die wahre Bewegung der Sonne, also die astronomische Zeit, wohingegen der zweite in den Gegenuhrzeigersinn versetzte Außenarm für das Ablesen der italienischen Zeit bestimmt ist. Für die italienische Zeit tritt also eine weitere Zeitgleichung hinzu, die lautet: Wahre Sonnenzeit + Horizontzeitverschiebung gegenüber der Mittleren Zeit = Italienische Zeitgleichung.
Zwischen Zone 6 und Zone 5 befindet sich ein Minutenziffernring für die astronomische Zeit.
Die Minuten der italienischen Zeit werden auf einem weiteren Ziffernring rechts angegeben, der auf dem Haupt-Anzeigearm für Tageslänge sitzt, der über die äußeren fünf Zonen greift.

## Würdigung der Uhr
Das Bestreben, die oben genannten anstehenden Probleme der Zeitmessung im frühen 18. Jahrhundert in einem einzigen Werk einer Lösung näherzubringen, ist das Charakteristische und Einmalige der Farnesianischen Uhr. Da hier handwerkliche Probleme der Uhrmacherkunst und astronomische wie mathematische Probleme zusammenkommen, ist ihre Lösung komplex. Auffallend ist die sorgfältige und gründliche Planung des astronomischen Teils, wo mit Akribie und mathematischer Begabung eine Wiedergabe und Abstraktion von Himmelserscheinungen gefunden wurde, die den Laien geradezu verblüffen musste. Dagegen fällt die Uhrmacherkunst in der vorliegenden Uhr ein wenig ab, die viel praktische, kinematische und physikalische Erfahrung voraussetzt. Gleichwohl übertrifft die Farnesianische Uhr das Bisherige in Kompliziertheit der Anordnung und in der Verfeinerung der Anzeigen und Getriebe. In völlig neuer Art und Weise werden komplexe Drehzahlenverhältnisse auf die Anzeige des Zifferblattes übertragen. Die selbständig sich drehenden Reife, wie z. B. Sonnenzeiger, astronomische Anzeige oder Mondanzeigezone erhalten ihre Bewegung exzentrisch auf Außenbezirken über an ihnen angebrachte Zahnkränze mit großen Zahnzahlen. Der Gewinn an Genauigkeit ist dadurch erheblich. Die Gesamtschau der dargebotenen Zeitereignisse ist in dieser Zeit einmalig.
Ludwig Oechslin würdigt die Uhr wie folgt: „Die Leistung der Farnesianischen Uhr ist somit die Präzisierung und die Synthese verschiedenster Angaben, die sonst nicht auf ein und demselben Zifferblatt zusammengefasst zu finden sind.“ (Band 300, S. 120)